# Самора, Хасинто

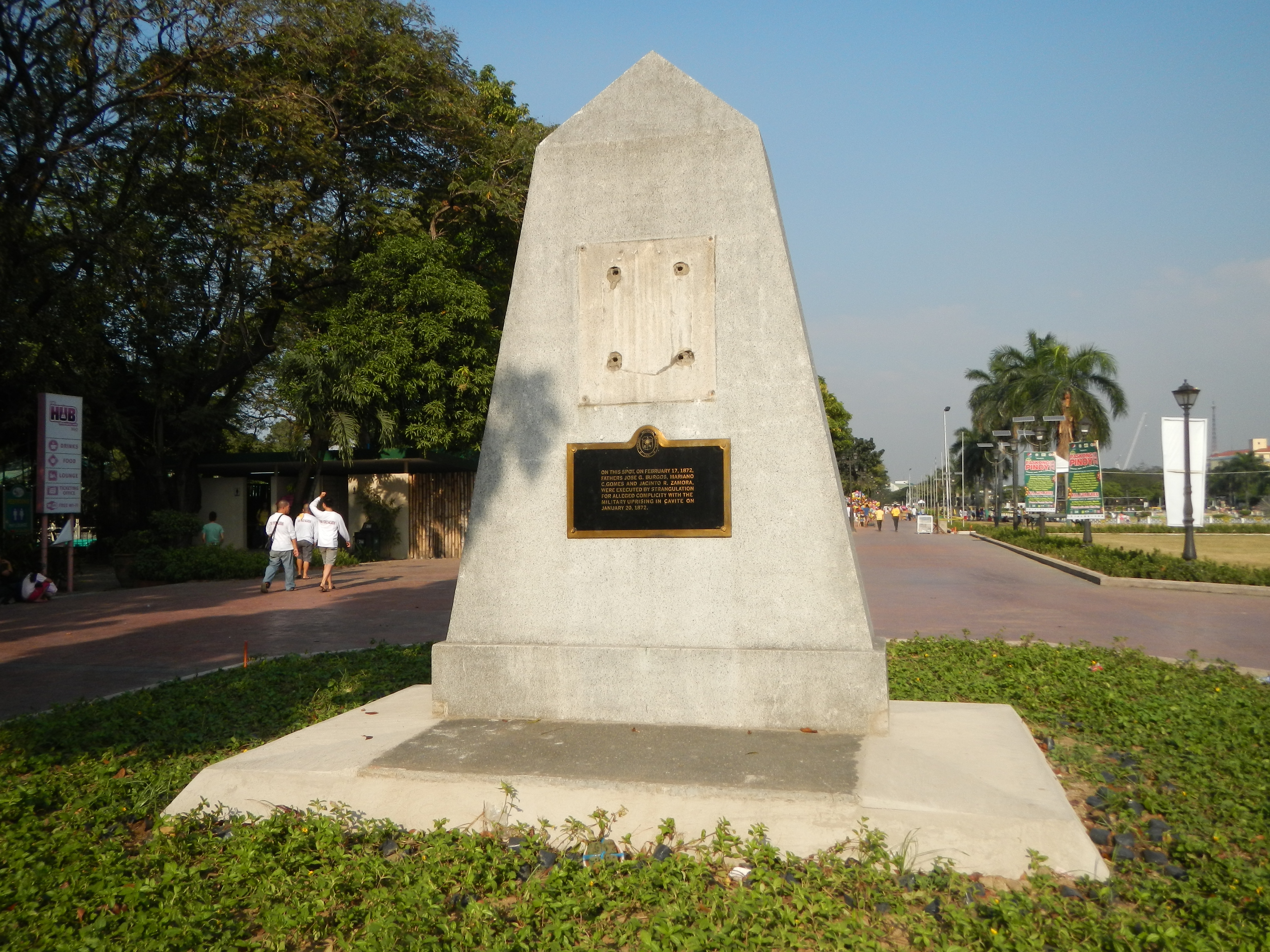
Памятник трём священникам в парке Луната, Манила

Хасинто Самора, полное имя Хасинто Самора-и-дель-Росарио (исп. Jacinto Zamora y del Rosario, 14 августа 1835 года, Манила, Филиппины — 17 февраля 1872 года, Манила, Филиппины) — филиппинский католический священник, казнённый в Маниле по обвинению в подрывной деятельности против колониальных властей Филиппин. Входит в группу из трёх священников, которая на Филиппинах называется «Гомбурса». Национальный герой Филиппин.

## Биография
Родился 14 августа 1835 года в семье Венансио Саморы и его жены Хиларии дель Росарио. Начальное образование получил в манильском районе Пандакан, после чего изучал богословие и философию в Коллегии Сан-Хуан-де-Летран. Позднее обучался в университете Санто-Томас, по окончании которого получил научную степень бакалавра искусств. Будучи студентом был вдохновлён реформаторскими идеями священника Педро Пелаэса, который преподавал в университете Санто-Томас. В 1860 году участвовал в студенческих волнениях, за что был осуждён на два месяца заключения в тюрьме. Продолжив своё богословское образование, защитил позднее научную степень по каноническому и светскому праву.
Во время колониальной эпохи местное население на Филиппинах подразделялось на четыре социальные группы по расовому признаку (1 — испанцы из метрополии (peninsulares), 2 — испанцы, рождённые в колониях (insulares), 3 — метисы, проживавшие в городах (indios), 4 — метисы и аборигены, проживавшие в сельской местности (sangley)). Мариано Гомес принадлежал к третьей социальной группе insulares.
До рукоположения в священство преподавал в манильской семинарии. Будучи священником, служил в католических приходах в городах Марикина, Пасиг и Батангас. Входил в состав комитета реформ, который создал новый губернатор Филиппин Хоакин Пардо де Таверайн. Председателем комитета был Хосе Бургос, назначенный на эту должность манильским архиепископом Грегорио Мартинесом. В деятельности комитета принимал также участие священник Мариано Гомес. Все эти три священника получили известность на Филиппинах общее название «Гумборса».
После назначения губернатором Рафаэля де Искердо-и-Гутьерреса начался реакционный период, во время которого была введена цензура и запрещена политическая деятельность местных реформаторов. После военного мятежа 20 января 1872 года на форте Сан-Филипе генерал-губернатор Рафаэль де Искердо-и-Гутьеррес возложил на «Гумборсу» непосредственную вину за мятеж. 6 февраля суд приговорил троих священников к публичной казни. Они были казнены с помощью гарроты 17 февраля на площади Лунета (сегодня — Национальный парк имени Хосе Рисаля) в Маниле.
Смертный приговор вызвало протест в филиппинском обществе. После казни на Филиппинах возникло студенческое движение «Illustrados», из которого впоследствии образовались организации «Филиппинская лига» и «Катипунан», выступавшие за вооружённое восстание против Испании. Одним из участников «Illustrados» был национальный герой Филиппин Хосе Рисаль, который посвятил свой роман «El filibusterismo» казнённым священникам.

## Память
- 30 декабря 1913 года в парке Хосе Рисаля был установлен памятник, посвящённый трём казнённым священникам.
- На территории университета Дилиман в городе Кесон около Церкви Святой Жертвы установлен памятник «Гомбурса».